# Tenaille

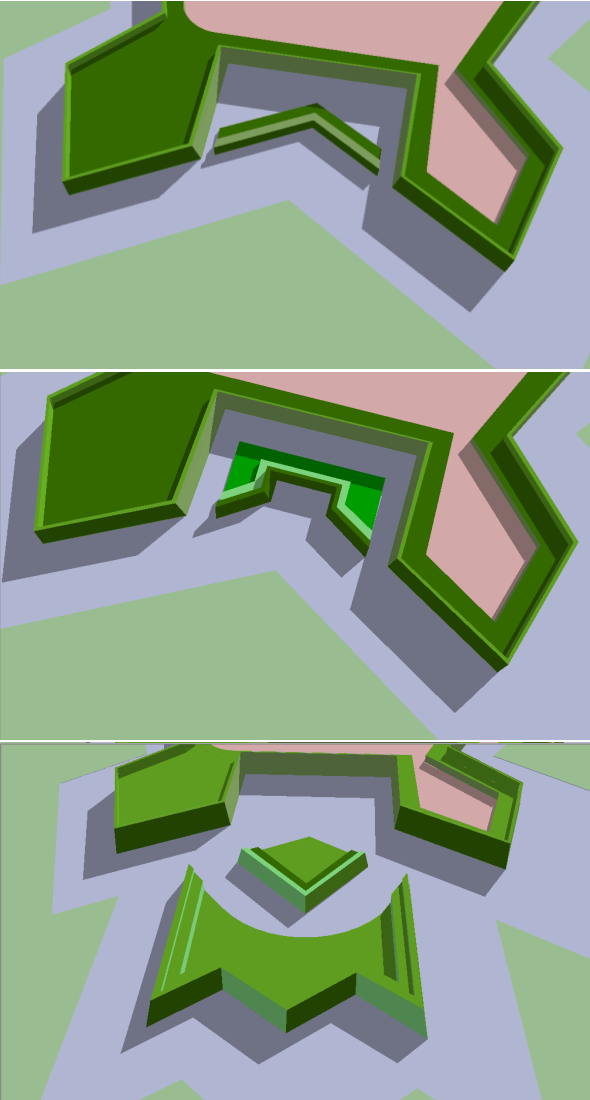
Voorbeeld illustratie van diverse vormen tenaille in de gracht, van boven naar onder een; tenaille, hoornwerk, en papenmuts

Een tenaille is een benaming voor twee verschillende onderdelen van een vesting. Er kan een buitenwerk mee bedoeld worden waarvan de buitenste fronten niet bestaan uit (half)bastions, zoals bij hoornwerken (kroonwerken), maar uit een in- en uitspringende, zigzaggende wal.
Deze werden vaak aangelegd bij gebastioneerde vestingwerken als bescherming van de courtine en de aansluitende facen van het bastion tegen het bresschieten. Een ander werk dat 'dubbele tenaille' of papenmuts wordt genoemd is een losse geknikte onderwal tussen twee bastions in. Een binnenwaarts gebroken wal, die voor de courtine ligt met aan de einden soms voorzien van een omgebogen flank.

## Soorten
- Tenaille - Een eevoudige geknikte onderwal.
- Papenmuts - Een dubbele tenaille.
- Zwaluwstaart - Een type tenaille (in de hoedanigheid van buitenwerk), waarbij de naar het front gerichte zijde bestaat uit een naar binnen geknikte wal. Het geheel heeft op een plattegrond iets weg van een zwaluwstaart.